# Gallery (Angus)
Gallery, auch Gallery House, ist ein Herrenhaus nahe der schottischen Ortschaft Marykirk in der Council Area Angus. 1971 wurde das Bauwerk in die schottischen Denkmallisten in der höchsten Denkmalkategorie A aufgenommen. Des Weiteren sind die zugehörigen Gärten, die Sonnenuhr und die ehemalige Remise als Kategorie-B-Bauwerke klassifiziert. Das Westtor ist hingegen ein Kategorie-C-Bauwerk.

## Beschreibung
Gallery steht rund 1,5 km westlich von Marykirk, das bereits in Aberdeenshire liegt, nahe dem rechten Ufer des Grenzflusses North Esk. Das Mauerwerk des 1680 erbauten ursprünglichen Lairdhauses besteht aus Bruchstein, ist jedoch mit Harl verputzt, wobei Natursteindetails abgesetzt sind. Das Baujahr ist auf einer Wappenplatte hinterlegt, die oberhalb der profiliert eingefassten Eingangstüre an der nordostexponierten Hauptfassade eingelassen ist. Die fünf Achsen weite Fassade des dreistöckigen Herrenhauses ist symmetrisch aufgebaut. Schlanke Türme mit abschließenden Pyramidendächern flankieren die Fassade. Die rückwärtige Fassade ist vier Achsen weit. Das Mauerwerk des 1743 errichteten Südflügels besteht aus Steinquadern.

## Weitere Bauwerke
Eine Bruchsteinmauer mit einem Zierband aus Backstein umfriedet die aus dem 18. Jahrhundert stammenden Gärten nördlich des Herrenhauses. An der Südseite begrenzt ein Zaun die Gärten, der an rustizierten Pfeilern mit aufsitzenden Falkenskulpturen endet, welche eine Zugangspforte bilden. In den Gärten steht die 1798 gefertigte Sonnenuhr. Sie ist in Form eines Balusters ausgestaltet. Die schlichte Remise westlich der Gärten wurden 1743 errichtet. Ein Tor mit elliptischem Bogen führt ins Innere. Das Baujahr ist auf dem Schlussstein des Bogens angegeben. Das rund 350 Meter westlich des Herrenhauses gelegene Westtor wurde im mittleren 19. Jahrhundert erbaut. Auf seinen rustizierten Steinpfosten sitzen Kugeln.